# 千葉英和高等学校
千葉英和高等学校（ちばえいわこうとうがっこう）は千葉県八千代市にある私立高等学校である。

## 概要
千葉県内で唯一のプロテスタント系のキリスト教主義高等学校である。
毎週月曜日にチャペルにて礼拝の時間がある。また、2年次までは聖書の授業がある。礼拝での講師は近隣の教会の牧師が派遣される。派遣先との教会は本校と協力関係にある。
本校生徒は入学時に聖書、讃美歌が配布される。

### 建学の精神
聖書に依るキリスト教の精神に基づき、神を愛し人を愛し土を愛す豊かな人格を陶冶することにより、自らの存在価値を見出し、真に平和な世界の形成者として愛と奉仕に生きる有為な人物を育成する。

### 校訓
神を愛し、人を愛し、土を愛す

### 教育目標
1. 神の前に立つ個人として自己を確立し、与えられた才能を自ら開拓する精神を培う。
2. 広く世界的視野に立ち、人に奉仕する精神を培う。
3. 自然との共生を通じて、健全な精神を培う。

## 設置学科
- 普通科
  - 総進文理コース
  - 特進文理コース
  - 特進選抜コース
- 英語科

## 沿革
- 1946年2月 - 内外キリスト教教育識者の発議により下志津陸軍飛行学校跡地に聖書学院創設
- 1946年4月24日 - 神学部（4年制）開校式挙行。以後、創立記念日とする。
- 1946年11月 - 中学校認可
- 1947年4月 - 中等部・高等部開校。校訓・校章が制定
- 1948年3月 - 財団法人「聖書農学園」認可
- 1951年3月 - 学校法人「聖書農学園」に組織変更許可、聖書農学園短期大学設置許可
- 1958年4月 - 短期大学の名称を「日本基督教短期大学」に変更
- 1959年4月 - 聖書学園中等部・高等部に名称変更
- 1960年12月 - 広報無線局が認可され、FM通報が開始
- 1962年10月 - 創立15周年記念式典
- 1964年4月 - 中学・高等学校を聖書農学園から分離、学校法人聖書学園創立
- 1965年4月 - 講堂（兼チャペル）、学生寮新設
- 1966年3月 - NHK放送教育指定校になる
- 1966年10月 - 聖書学園校歌（現:学園歌）制定
- 1967年11月9日 - 創立20周年記念式典
- 1970年3月 - 聖書学園中学校生徒募集停止
- 1972年11月13日 - 千葉県八千代市村上709-1に校地移転
- 1973年4月1日 - 校名を「学校法人聖書学園千葉英和高等学校」に変更
- 1981年11月 - 創立35周年記念式典およびチャペル（講堂）献堂式
- 1984年6月 - キリスト教学校教育同盟に加盟
- 1988年4月 - 千葉県福祉教育推進校指定校となる
- 1990年5月 - 日本基督教団関係学校となる
- 1992年4月 - 制服改定（2005年度入学生までが着用）
- 1993年9月 - 教会音楽祭開催
- 1996年11月 - 創立50周年記念式典
- 2006年4月 - 制服改定、新校歌制定
- 2006年10月20日 - 創立60周年記念式典および校舎・チャペル改修工事
- 2012年 - 普通科特進選抜、特進文理、総進文理コースに改組。
- 2012年 - 多目的棟完成
- 2014年 - グループワーク棟完成
- 2016年11月5日 - 創立70周年記念式典および同窓会総会

## 施設設備
- 第一校舎 1,790.12m2
- 第二校舎（プレハブ） 593.02m2（現在は存在せず）
- 第三校舎 3,456.91m2
- 管理棟 985.57m2
- 図書館 561.89m2 蔵書数約3万冊
- 部室 237.59m2
- セミナーハウス 852m2（収容数60名。冷暖房設備・ホール・食堂・浴室完備）
- 体育館 3,340.63m2
  - 大体育館 2,184.20m2:バレーボールコート・バスケットボールコート・ランニングロード設置。
  - 小体育館 576.67m2:バドミントンコート・卓球・ダンス。
  - 小体育館の階下 581.76m2:剣道場。
- 第一グラウンド 22,143m2
  - 野球場・野球部屋内練習場・200mトラック・テニスコート（全天候型・夜間照明付）
- 第二グラウンド 24,020m2
  - サッカー場・テニスコート・ソフトボール場など

## 部活動

### 運動部
- アーチェリー部
- 剣道部
- サッカー部
- ソフトボール部
- 卓球部
- 男子バスケットボール部
- 女子バスケットボール部
- バドミントン部
- ダンス部
- テニス部
- 野球部
- 陸上競技部

### 文化部
- アンサンブル部
- ESS部
- 演劇部
- 華道部
- 軽音楽部
- 茶道部
- 写真部
- 将棋部
- 書道部
- 吹奏楽部
- 生物研究部
- 調理部
- 美術部
- 文芸部
- 放送部
- メカトロ倶楽部
- ユースホステル部

### 宗教部
- オルガン演奏部
- コイノニア部
- 聖歌合唱部
- ハンドベル部

## 生徒会
- 生徒会
- 厚生委員会
- 美化委員会

- 図書委員会
- 宗教委員会
- 生活委員会
- 会計監査委員会
- 選挙管理委員会

- 文化祭実行委員会
- スポーツ大会実行委員会

## 年間行事
- 4月
  - 前期始業式
  - 入学式
  - 校外学習
  - 創立記念日（24日）
  - 新入生宿泊研修
- 5月
  - 生徒総会
  - 保護者会総会
- 6月
  - 文化祭
- 7月
  - 第1回定期試験
  - 生徒会選挙
  - 海外研修旅行（オレゴン）
  - 短期交換留学生派遣（オーストラリア）
  - 夏季休業
  - 保護者面談
- 8月 
  - 夏季休業
  - 学校見学・体験会
- 9月
  - 海外研修旅行（マルタ）
  - 前期終業式
  - 秋季休業
- 10月
  - 後期始業式
  - スポーツ大会
  - 学校説明会
- 11月
  - 普通科修学旅行
  - 芸術鑑賞会
  - 学校説明会
  - クリスマスツリー点灯式
  - 短期交換留学生受入
- 12月
  - 第2回定期試験
  - 英和のクリスマス
  - 冬季休業
- 1月
  - 入学試験
- 2月
  - マラソン大会
  - 英語科修学旅行（オーストラリア）
- 3月
  - 卒業式
  - 第3回定期試験
  - 海外研修旅行（オーストラリア）
  - 新入生入学説明会
  - 後期終業式
  - 春季休業

## 著名な出身者
- 重田倫明 - 元プロ野球選手（福岡ソフトバンクホークス）
- 芦田丈飛 - プロ野球選手（オリックス・バファローズ）
- 小川龍也 - 元プロ野球選手（中日ドラゴンズ→埼玉西武ライオンズ→モンテレイ・サルタンズ）
- 網谷圭将 - 元プロ野球選手（横浜DeNAベイスターズ）
- 名良橋晃 - 元サッカー選手
- 藤岡麻菜美 - 女子バスケットボール選手（ENEOSサンフラワーズ→シャンソンVマジック）
- 宮坂桃菜 - 女子バスケットボール選手（シャンソンVマジック）
- 星香那恵 - 女子バスケットボール選手（日立ハイテク クーガーズ）
- 田中智美 - 女子マラソン選手（第一生命）
- 土橋茂之 - 元ボクシング選手（バルセロナ五輪代表）
- 新浜レオン - 演歌歌手
- 吉川七瀬 - フリーアナウンサー、元AKB48
- 小高佐季子 - 将棋女流棋士
- 松岡篤 - 政治家

関連人物
- 小沢章一 - 元保健体育教諭、野球部監督

## 交通
京成本線勝田台駅・東葉高速線東葉勝田台駅より東洋バス「米本団地」行き乗車約10分「千葉英和高校前」下車徒歩約5分
登下校時、勝田台駅・八千代中央駅・千葉ニュータウン中央駅よりスクールバスの運行あり。
（なお、勝田台駅を利用する場合、勝田台駅周辺の駐輪場と契約し自転車で勝田台駅から本校に通学することもできる。）